# Калининский, Михаил Иванович
Михаил Иванович Калининский (1905—1986) — народный комиссар государственной безопасности Дагестанской АССР, генерал-майор (1945), Депутат Верховного Совета СССР 3-го созыва.

## Биография
Родился в 1905 году в семье крестьянина (мать умерла в 1915, отец в 1925) в селе Благовещение Великоустюжского уезда, Вологодской губернии. Русский.
Образование: школа 1 ступени, Благовещение (1917); 6-месячные курсы ликбеза (1919); педучилище, Великий Устюг (1922).
Трудовая деятельность:
Баночник стекольного з-да «Север», Устюжский уезд Сев.-Двин. губ. 12.1917—11.1919; письмоводитель Нестеферовского волисполкома, Устюжский уезд 11.1919—09.1921; делопроизводитель Устюжского уезд. зем. отд. 09.1921—08.1923; учитель начальной школы, д. Марденга Устюжского уезда 08.1923—08.1924; работал в своем хозяйстве, Благовещение 08.1924—12.1928; пред. Марденгского сельсовета, 12.1928—01.1930; пред. Стреленского коопбюро, Велико-Устюжский р-н 01.1930—04.1931. Член ВКП(б) с апреля 1930 г..
В органах ОГПУ-НКВД-НКГБ-МГБ-МВД: пом. уполн. Велико-Устюжского го-ротд. ГПУ, Сев. край 04.1931—06.1932; уполн. Леденского райотд. ГПУ-НКВД, Сев. край 06.1932—01.1935; оперуполн. Сокольского райотд, НКВД, Сев. край 01.1935—06.1936; оперуполн., ст. оперуполн., пом. нач. 1 отд-я СПО УГБ УНКВД Сев. края 06.1936—1937; нач. отд-я 4 отд. УГБ УНКВД Архангельской области 1937—09.1938; нач. отд-я 2 отд. УГБ УНКВД Арханг. обл. 09.1938—03.1939; нач. 2 отд. УГБ УНКВД Арханг. обл. 03.1939—03.1941; нач. СПО УНКГБ Арханг. обл. 03.1941—23.08.1941; нач. СПО УНКВД Арханг. обл. 23.08.1941—09.07.1942; зам. нач. УНКВД Арханг. обл. 09.07.1942—07.05.1943; нарком-министр ГБ Даг. АССР 07.05.1943—15.05.1947; министр ГБ Северо-Осетинской АССР 15.05.1947—16.03.1953; зам. нач. УМВД Кировогр. обл. 04.1953—09.1953; зам. нач. УМВД Ивановской области 14.10.1953—27.06.1956; уволен 27.06.1956 «по фактам дискредитации».
После службы:зам. нач. жил. упр. Ивановского горисполкома 01.1957—08.1957; ст. инспектор упр. машиностроит. и хим. пром-сти Иванов, обл. СНХ 08.1957—04.1959; пенсионер, Иваново 04.1959—10.1964; ст. инспектор отд. кадров Ивановского облремстройтреста 10.1964—08.1965. С августа 1965 г. - на пенсии. Умер в январе 1986 года.

### Звания
- мл. лейтенант ГБ — 07.04.1936;
- лейтенант ГБ — 20.07.1938;
- ст. лейтенант ГБ — 02.09.1939;
- капитан ГБ — 04.01.1942;
- подполковник ГБ — 11.02.1943;
- полковник ГБ — 19.11.1943;
- комиссар государственной безопасности — 09.03.1945;
- генерал-майор 09.07.1945. Лишен звания генерал-майора 27.08.1956 Пост. СМ СССР № 1 204-617с «как дискредитировавший себя за время работы в органах МВД и недостойный в связи с этим высокого звания генерала».

### Награды
- орден Ленина (12.11.1945);
- 2 ордена Красного Знамени (08.03.1944 — «За выселение карачаевцев, калмыков, чеченцев и ингушей». Отменен Указом ПВС от 04.04.1962[3], 23.05.1952 — «За выслугу лет»);
- орден Отеч. войны 1 степени (1985);
- орден Трудового Красного Знамени (06.07.1949);
- 2 ордена Красной Звезды (20.09.1943 — «За образцовое выполнение заданий правительства по обеспечению охраны общественного порядка», 30.04.1946 — «За выслугу лет»);
- 9 медалей;
- знак «Заслуженный работник НКВД» (28.01.1944).